# Claude Deplanche
Claude Deplanche (né le 22 mars 1957 à Nancy) est un footballeur français occupant le poste de défenseur central et professionnel de 1974 à 1992. Il est ensuite conseiller financier à l'Union nationale des footballeurs professionnels.

## Carrière
Claude Deplanche naît à Nancy (Meurthe-et-Moselle). Il commence sa carrière professionnelle en 1974 à l'AS Nancy-Lorraine. Dès sa première saison, il dispute cinq rencontres, ce qui lui permet d'être titré champion de France en fin de saison, après la victoire de Nancy en finale contre l'US Valenciennes-Anzin. En raison d'une forte concurrence en défense, Deplanche joue peu de rencontres durant les deux saisons suivantes et demande à quitter le club après la quatrième place de Nancy en 1977.
Deplanche quitte ce club en 1977 pour rejoindre durant quatre saisons l'AS Cannes en deuxième division. Il y est titulaire sans réussir à faire monter l'équipe en division supérieure. À la fin de ces quatre années, il rejoint en 1981 le Toulouse Football Club pour y rester jusqu'en 1984. Avec le club toulousain, il est champion de France de division 2 1981-1982 et est titulaire la saison suivante en division 1. En 1984, la présence de Jean-François Domergue fait qu'il joue moins de rencontres. Deplanche signe ensuite au Racing Club de Lens, club dans lequel il joue durant 3 saisons. La première saison, il joue principalement au poste d'arrière gauche. Les deux saisons suivantes, il n'est plus titulaire mais participe à 22 matchs de championnat et à deux matchs de Coupe UEFA, les deux seuls matchs européens de sa carrière.
À la fin de la saison 1987, il rejoint l'En Avant de Guingamp où il reste une unique saison.
Il retourne ensuite à son club formateur de Nancy pour deux saisons (de 1988 à 1990). Cette dernière année, il est titré pour la troisième fois champion de France de division 2, Nancy étant la meilleure défense du championnat.
Enfin, il finit sa carrière en 1992 après avoir réalisé deux saisons avec le club d'Épinal, nouvellement promu en deuxième division.
Une fois sa carrière de joueur terminée, Claude Deplanche devient conseiller financier. Il est le directeur d'Europ Sports Conseils, l'organisme de conseil financier de l'Union nationale des footballeurs professionnels,.

## Palmarès
AS Nancy-Lorraine
- Championnat de France de Division 2 :
  - Champion en 1975 et 1990

 Toulouse FC
- Championnat de France de Division 2 :
  - Champion en 1982

## Statistiques
Le tableau ci-dessous résume les statistiques en match officiel de Claude Deplanche durant sa carrière de joueur professionnel.
| Saison                | Club                  | Championnat           | Championnat | Championnat | Coupe(s) nationale(s) | Coupe(s) nationale(s) | Compétition(s) continentale(s) | Compétition(s) continentale(s) | Compétition(s) continentale(s) | Total | Total |
| Saison                | Club                  | Division              | M.          | B.          | M.                    | B.                    | Comp.                          | M.                             | B.                             | M.    | B.    |
| 1974-1975             | AS Nancy-Lorraine     | Division 2            | 5           | 0           | 2                     | 0                     | -                              | -                              | -                              | 7     | 0     |
| 1975-1976             | AS Nancy-Lorraine     | Division 1            | 2           | 0           | 2                     | 0                     | -                              | -                              | -                              | 4     | 0     |
| 1976-1977             | AS Nancy-Lorraine     | Division 1            | 4           | 0           | 0                     | 0                     | -                              | -                              | -                              | 4     | 0     |
| 1977-1978             | AS Cannes             | Division 2            | 32          | 1           | 1                     | 0                     | -                              | -                              | -                              | 33    | 1     |
| 1978-1979             | AS Cannes             | Division 2            | 28          | 1           | 1                     | 0                     | -                              | -                              | -                              | 29    | 1     |
| 1979-1980             | AS Cannes             | Division 2            | 30          | 0           | 3                     | 1                     | -                              | -                              | -                              | 33    | 1     |
| 1980-1981             | AS Cannes             | Division 2            | 30          | 1           | 0                     | 0                     | -                              | -                              | -                              | 30    | 1     |
| 1981-1982             | Toulouse FC           | Division 2            | 32          | 2           | 3                     | 0                     | -                              | -                              | -                              | 35    | 2     |
| 1982-1983             | Toulouse FC           | Division 1            | 34          | 2           | 4                     | 0                     | -                              | -                              | -                              | 38    | 2     |
| 1983-1984             | Toulouse FC           | Division 1            | 23          | 1           | 1                     | 0                     | -                              | -                              | -                              | 24    | 1     |
| 1984-1985             | RC Lens               | Division 1            | 30          | 3           | 4                     | 1                     | -                              | -                              | -                              | 34    | 4     |
| 1985-1986             | RC Lens               | Division 1            | 8           | 0           | 7                     | 0                     | -                              | -                              | -                              | 15    | 0     |
| 1986-1987             | RC Lens               | Division 1            | 14          | 0           | 0                     | 0                     | C3                             | 2                              | 0                              | 16    | 0     |
| 1987-1988             | EA Guingamp           | Division 2            | 29          | 2           | 0                     | 0                     | -                              | -                              | -                              | 29    | 2     |
| 1988-1989             | AS Nancy-Lorraine     | Division 2            | 33          | 3           | 2                     | 0                     | -                              | -                              | -                              | 35    | 3     |
| 1989-1990             | AS Nancy-Lorraine     | Division 2            | 32          | 2           | 4                     | 0                     | -                              | -                              | -                              | 36    | 2     |
| 1990-1991             | SAS Épinal            | Division 2            | 24          | 0           | 0                     | 0                     | -                              | -                              | -                              | 24    | 0     |
| 1991-1992             | SAS Épinal            | Division 2            | -           | -           | -                     | -                     | -                              | -                              | -                              | 0     | 0     |
| Total sur la carrière | Total sur la carrière | Total sur la carrière | 390         | 18          | 34                    | 2                     | -                              | 2                              | 0                              | 426   | 20    |